# George Herbert Duckworth
Sir George Herbert Duckworth, né le 5 mars 1868 et mort le 27 avril 1934, est un fonctionnaire anglais membre de l'Ordre du Bain et de la Société des Antiquaires de Londres.

## Enfance et famille
Fils d'Herbert Duckworth, avocat d'Orchardleigh Park, dans le Somerset, et de Julia Prinsep Jackson, nièce de la photographe Julia Margaret Cameron, Duckworth avait un frère cadet, Gerald, qui fonda plus tard la maison d'édition londonienne Duckworth & Co, et une sœur, Stella (1869-1897).
Après la mort d'Herbert Duckworth, Julia épousa en secondes noces l'écrivain Leslie Stephen. Duckworth était ainsi le demi-frère de la peintre Vanessa Bell et de l'écrivaine Virginia Woolf, membres influentes du Bloomsbury Group, ainsi que de Thoby et Adrian Stephen. Les deux sœurs, Vanessa Bell et Virginia Woolf, accusèrent plus tard leurs deux demi-frères Duckworth d'avoir abusé d'elles sexuellement pendant de nombreuses années, alors qu'elles étaient enfants et adolescentes.
Duckworth a fait ses études à Eton, où en 1886 il était membre de la première équipe de cricket, puis au Trinity College de Cambridge.

## Carrière
De 1892 à 1902, Duckworth a été secrétaire (sans salaire) du philanthrope Charles Booth , puis d'août 1902 à 1905 comme secrétaire particulier d'Austen Chamberlain, à une époque où Chamberlain était au Cabinet, d'abord comme ministre des Postes, puis comme chancelier de l'Échiquier.
De 1906 à 1908, Duckworth fut secrétaire du Comité du Trésor sur les risques de guerre liés à la navigation, puis, de 1908 à 1933, secrétaire de la Commission royale des monuments historiques. Pendant la Première Guerre mondiale, il fut nommé directeur adjoint du financement des munitions, poste qu'il occupa de 1915 à 1918, puis contrôleur du financement du travail la même année. En 1919, il fut nommé Compagnon de l'Ordre du Bain.
Après la guerre, de 1919 à 1920, il fut contrôleur des programmes de logement des munitions. En 1924, il devint administrateur et premier président de l'Irish Land Trust, dont l'objectif était de fournir des logements et des terres aux anciens combattants en Irlande.
En 1927, il fut anobli et, la même année, il siégea à la Commission royale sur les places et les espaces verts de Londres. L'année suivante, en 1928, il fait partie du comité consultatif sur la nouvelle étude de la vie et du travail à Londres.

## Vie privée
Le 10 septembre 1904, Duckworth épousa Lady Margaret Leonora Evelyn Selina Herbert (1870–1959), fille d'Henry Herbert, 4e comte de Carnarvon. Ils eurent trois fils :
Ils vécurent à Dalingridge Place, West Hoathly, dans le Sussex, tandis qu'à Londres, Duckworth était membre des Travellers Clubs et du Garrick Clubs.
Duckworth était trésorier honoraire du Royal Archæological Institute et membre de la Society of Antiquaries of London. Anthony Duckworth-Chad est le petit-fils de Duckworth.